# Моротай
Моротай (индон. Pulau Morotai) — холмистый, покрытый лесом остров, расположен севернее острова Хальмахера в архипелаге Молуккских островов в восточной части Индонезии. Один из самых северных островов Индонезии. Является частью провинции Северное Малуку. В 2007 году население острова составляло 54 876 человек.

## География

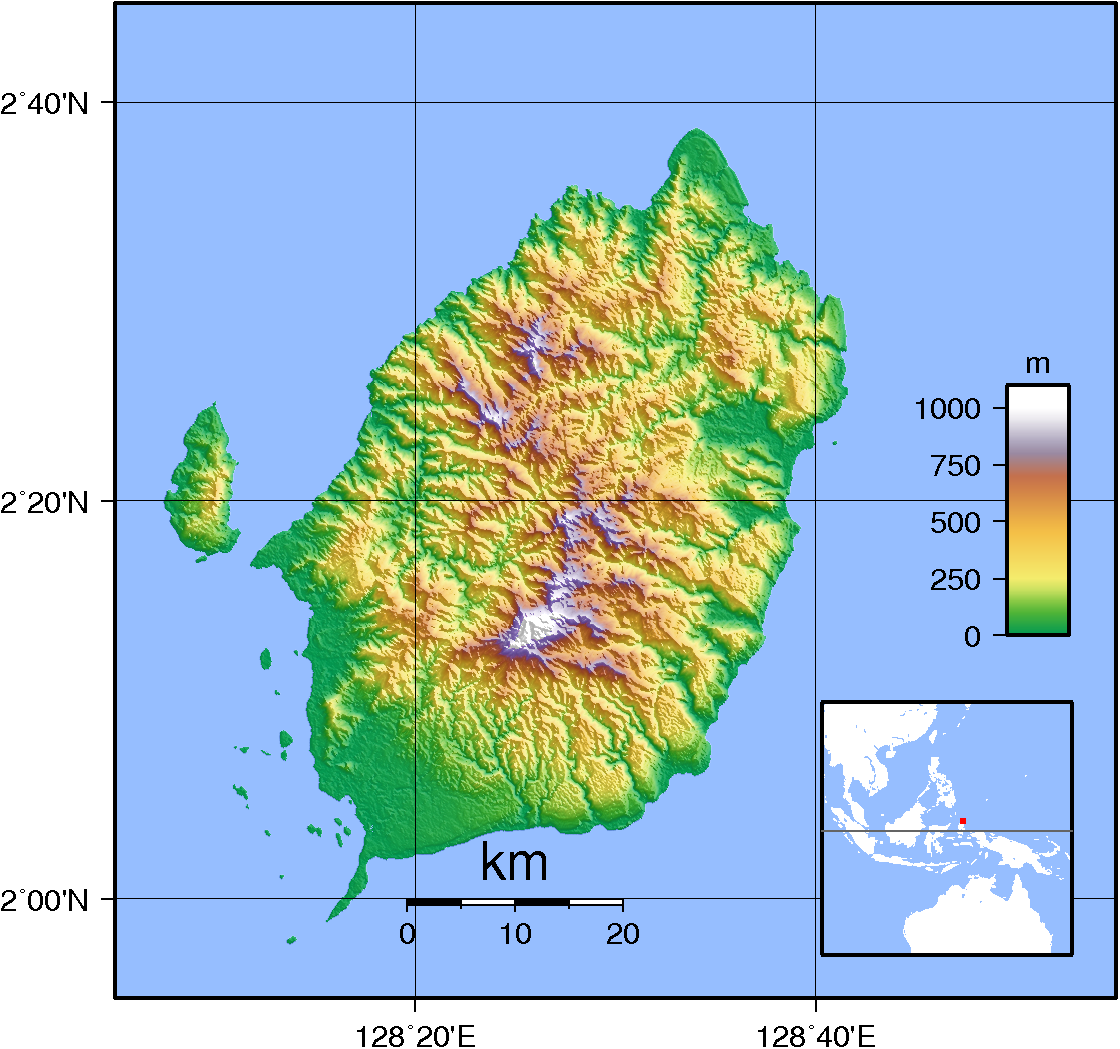
Остров Моротай

Моротай — холмистый, покрытый лесом остров, расположенный к северу от Хальмахеры. Площадь острова — около 1800 км², длиной 80 км с севера на юг и шириной не более 42 км. Крупнейший город острова — Даруба, расположен на южном берегу. Почти все многочисленные деревни Моротай расположены на побережье; дорога длиной 68 км соединяет Дарубу и Беребере.

## История
На протяжении XV и XVI столетий Моротай по большей части входил в сферу влияния могущественного султаната Тернате. Он был центром большого региона, который носил название Моро и включал весь остров Моротай, а также береговую линию острова Хальмахера, расположенного южнее.
В середине XVI века на острове открылась португальская иезуитская миссия. Мусульманские государства на Тернате и Хальмахере усилили своё влияние и вынудили миссию покинуть остров в 1571 году, что совпало с масштабным ослаблением позиций Португальской империи в регионе. В XVII веке Тернате распространил свою власть на Моротай и в скором времени значительная часть населения покинула остров. В начале века основным направлением эмиграции был город Додинга на стратегически важном участке западного побережья Хальмахеры. Позже, в 1627 и 1628 годах, тернатский султан Хамза переселил значительную часть христианского населения в Малаю на Тернате, где им было легче управлять.

### Вторая мировая война
Остров был оккупирован Японией в начале 1942 года. Южная равнина Моротай была освобождена вооружёнными силами США в сентябре 1944 года во время битвы за Моротай, и в дальнейшем остров стал плацдармом для наступления Союзников на Филиппины в начале 1945 года и на Борнео в мае и июне того же года.
В 1974 году в джунглях Моротай был найден японский солдат Тэруо Накамура, ставший одним из последних найденных японских солдат после войны.

## Экономика
Остров покрыт лесами, основу экономики составляют лесоматериалы и древесная смола. В октябре 2010 правительство Индонезии предложило Китайской Республике (Тайвань) совместно эксплуатировать ресурсы острова.